# Agent Hugo: Roborumble
Agent Hugo: Roborumble (stylisé Agent Hugo: RoboRumble) est un jeu vidéo de course développé et édité par ITE Media, sorti en 2006 sur Windows, PlayStation 2, Game Boy Advance et téléphone mobile.
Il fait partie de la franchise Hugo. C'est le second épisode de la série Agent Hugo.

## Accueil
- Jeuxvideo.com : 4/20 (PC)[1]